# Бандит Жобе
Бандит Жобе (англ. The Bandit of Zhobe) — британський пригодницький фільм 1959, знятий у форматі CinemaScope. Режисер фільму Джон Гіллінг, у головних ролях Віктор Метьюр, Енн Обрі та Ентоні Ньюлі. Це історія розбійника з Британської Індії, котрий мститься британцям за свою вбиту родину. У фільмі використовуються кадри попереднього Гіллінга «Зарак» .

## Сюжет
Злочинець Касим Хан, що знаходиться у розшуку, остаточно втратив розсуд через бажання помститись. Він помилково вважає, що британці вбили його близьких, дружину та дитину. Тільки маленька дочка його ворога, яка переповнена жалем до бандита, може відкрити йому очі на правду.

## У ролях
- Віктор Метьюр — Касим Хан
- Енн Обрі — Зена Кроулі
- Ентоні Ньюлі — капрал Стокс
- Норман Вуланд — майор Кроулі
- Дермот Волш — капітан Сондерс
- Вальтер Готелл — Азхад
- Пол Стассіно — Хатті
- Ларрі Тейлор — Ахмед
- Мюррей Кеш — Зекко
- Шон Келлі — лейтенант Вайлі
- Денис Шоу — Хуссу
- Майя Кумані — Тамара

## Виробництво
Спершу фільм мав назву «Бандит». Зйомки розпочалися 11 серпня 1958 року.

## Критика
У Variety писали: «Це не можна сприймати всерйоз».